# ショヒド・ミナール
シャヒード・ミナール (শহীদ মিনার、ローマ字表記: 'Shohid Minar'、殉教者の塔) は、バングラデシュのダッカにある国民的記念碑。1952年のベンガル語運動デモ中に殺害された人々を記念して追悼するために設立された。
1952年2月21日と22日、ダッカ大学およびダッカ医科大学の学生や政治活動家が、母語であるベンガル語の公用語としての地位を要求する抗議活動中に、パキスタン警察によって射殺された。
この虐殺はダッカ医科大学やラムナ公園付近で発生した。即席の記念碑が2月23日にダッカ医科大学の学生や他の教育機関の学生によって建設されたが、2月26日にパキスタン警察によってすぐに取り壊された。
その後、言語運動は勢いを増し、長い闘争の末、1956年にベンガル語がパキスタンにおいて（ウルドゥー語と共に）公用語として認められた。犠牲者を追悼するため、ハミドゥル・ラーマンとノヴェラ・アーメドが設計・建設を手掛けたが、建設は戒厳令により遅延した。最終的に1963年に完成したが、バングラデシュ独立戦争中のサーチライト作戦で完全に破壊された。その後、バングラデシュ独立後に再建され、1983年に拡張された。
毎年2月21日には、シャヒード・ミナールを中心に言語運動の日またはシャヒード・ディバス（殉教者の日）として、国を挙げて追悼や文化的な行事が行われる。2000年以降、2月21日は国際母語デーとしても認められている。

## 沿革

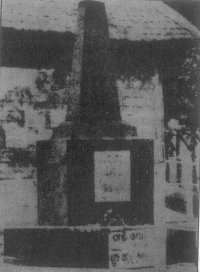
1952年2月23日から建て始められた、最初のショヒド・ミナール。

### 最初のショヒド・ミナール
最初のショヒド・ミナールは、2月21日の運動のすぐ後に建設された。この最初の記念碑の主な計画者およびデザイナー、サイード・ヘイダーによれば、この場所へ建設するという決定は、最初にダッカ医科大学の学生達によって下されたという。建設計画は2月22日の真夜中からスタートし、工事はその翌日に始められた。当時この場所では夜間外出禁止令が出されていたが、生徒達は2月23日の午後にミナールの建設を開始した。彼らは夜を徹して作業を行い、夜明けには工事が完了した。ミナールには手書きで、「ショヒド・スリティスタンブ」（ベンガル語: শহীদ স্মৃতিস্তম্ভ、ラテン文字転写: Shaheed Smritistombho、“犠牲者の碑”の意）の文字を書いた紙が貼り付けられた。この最初のミナールは、縦10フィート、横6フィートの大きさであった。ミナールは虐殺で殺されたショフィウル・ラハマンの父親により、落成式が行われた。しかし、これはその後数日で、警察隊とパキスタン軍により取り壊されてしまった。

### ショヒド・ミナール（1963年～1971年）
バングラデシュの政党アワミ連盟が力を持つようになると、政府による報復を恐れること無く、新たな記念碑を建設することが可能となった。著名な彫刻家ハミドゥル・ラハマンが、1957年に建築が開始されるショヒド・ミナールのデザインを作成した。ミナールの礎石は、1956年2月21日に敷かれている。ハミドゥル・ラハマンの構想は、ダッカ医科大学寄宿寮の庭にある広大な土地に、巨大な複合施設を建てるというものだった。この巨大なデザインには、記念碑中央の高座にたたずむ母と犠牲となったその息子を象徴した、半円形の柱が含まれていた。また、太陽に反射する目を象徴した黄色と深い青色のステンドグラスは、その柱の動く影を反射するようにデザインされた。ミナールの地下にも、言語運動の歴史を描いた1500平方フィートに及ぶフレスコ画が含まれていた。ベンガル文字で装飾された柵は、前面に建設される予定であった。他に、赤と黒に彩られ、2つの相反する力を示している2つの足跡も、デザインのうちの一つだった上に、博物館や図書館を建設することもまた、ラハマンの計画には含まれていた。目のような形状をした泉が建設される予定もあった。
ラハマンは、特に記念碑が地域一帯の熱帯性の気候にも耐えられるように、記念碑をデザインした。建設工事は1957年11月に開始されており、この際の建築監督はハミドゥル・ラハマンとノヴェラ・アハメドであった。地下階・演壇・柵の付いた柱・足跡と壁の幾つかを含む工事のほとんどは、戒厳令が導入されて工事が中止させられた際に中断している。よって建築が竣工に至ったのは1963年のことであり、ラハマンのデザインの多くは完成されないままとなった。記念碑は1963年2月21日、言語運動の犠牲者アブル・バルカトの母親ハシナ・ベーガムにより、落成式が行われた。しかし、1971年に起こったバングラデシュ独立戦争で、ミナールは激しく損傷してしまった。設置されていた柱も、この闘争の中で破壊されている。パキスタン軍はミナールを破壊し、その瓦礫の上に「モスク」と書かれた看板を立てた。

## 現在のショヒド・ミナール
現在のショヒド・ミナールのデザインは、おもに1957年当時の原案を継承したものだった。ミナールは14フィートある高い壇の上に、純正の大理石を用いて建設された。階段と柵は、神聖な容貌を創りだすため、白く塗装されている。両側のフェンスは、鉄製の文字で著名な詩人の詩の1節が強調されている。また、記念碑入口には、2つの像がある。
それ以前の1973年2月に、政府がショヒド・ミナールの修復を急いだ結果、ミナールは計画とは誤って建設されてしまった。柱の高さは短く、頭頂部は当初計画されていたものよりも折れ曲がり、記念碑の他の部分もきちんと整備されていなかった。

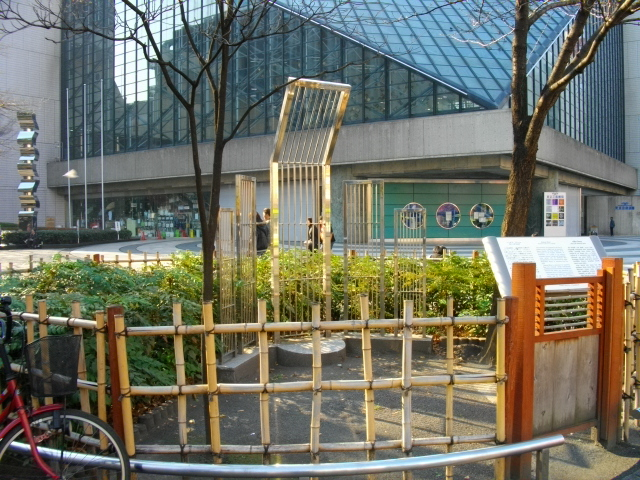
池袋西口公園のショヒド・ミナール

ショヒド・ミナールの修復は、フセイン・モハンマド・エルシャド大統領の政権下で再開された。この時、主な壇と柱は作り変えられなかったが、階段は前面に拡張され、ミナールの下部にあった小屋は閉鎖された。また、前面の建物も、高く作り変えられている。その結果として、建物や階段の区域一帯は増強された。

## レプリカ
ショヒド・ミナールはバングラデシュのシンボル的な記念碑であり、バングラデシュ国外においても、大規模なバングラデシュ人コミュニティーが存在するいくつかの都市では、レプリカが建設されている。日本では、池袋西口公園にバングラデシュ政府から寄贈されたレプリカがある。